# 山西兽科
山西兽科（学名：Shansiodontidae）是二齿兽下目的一科。